# Aichi E16A
Aichi E16A «Zuiun» (яп. 瑞雲, Розвідувальний морський гідролітак «Цуюн» («Сприятлива хмара») Модель 11) — серійний розвідувальний поплавковий гідролітак Імперського флоту Японії періоду Другої світової війни.
Кодова назва союзників — «Пол» (англ. Paul).

## Історія створення
Командування Імперського флоту Японії при розробці літаків притримувалось цілком раціональної стратегії: коли літак запускався у виробництво, одразу ж починалась розробка його наступника. Тому у 1939 році, ще до початку серійного випуску літака Aichi E13A командування флоту розробило технічні вимоги «14-Shi» і на їх базі доручило фірмі Aichi розробити його наступника. Літак з фабричним номером AM-22 почав розроблятись під керівництвом інженерів Кішіро Мацуо і Ясушіро Озава. Вимоги технічного завдання декілька разів мінялись, і врешті у 1941 році були сформовані остаточні вимоги «14-Shi» на розробку літака, який отримав назву E16A.
Перший прототип був готовий у травні 1942 року. Це був суцільнометалевий низькоплан, лише кінцівки крила були дерев'яними, а елерони, рулі напряму і висоти були обшиті полотняною обшивкою. Літак був оснащений радіальним двигуном Mitsubishi Kinsei 51 потужністю 1300 к.с. Озброєння складалось з трьох 7,7-мм кулеметів — двох в крилі та одного ззаду в кабіні стрільця. Для зручності зберігання на кораблі крила літака складались назад. Два металеві поплавки кріпились до крил через N-подібні опори, а також до фюзеляжу. Оскільки планувалось використовувати літак також як пікірувальник, він був оснащений аеродинамічними гальмами на передній стійці поплавків.
Ці гальма стали джерелом проблем — при пікіруванні літак сильно вібрував. Щоб вирішити цю проблему, гальма зробили не суцільними, а перфорованими. Крім того, у ході випробувань виявили інші недоліки — погану роботу закрилків Фаулера, слабке дно поплавків, недостатню поздовжню стійкість. Ці недоліки були усунуті у другому та третьому прототипах, на яких був збільшений розмах крила та посилене озброєння — дві 20-мм гармати, розміщені в крилах, та 12,7-мм кулемет у задній кабіні. Також літак мав можливість нести одну 250 кг бомбу під фюзеляжем. В такому вигляді літак був прийнятий на озброєння під назвою «Розвідувальний морський гідролітак „Цуюн“ („Сприятлива хмара“) Модель 11» (або E16A1) і у серпні 1943 році він був запущений в серійне виробництво.
Серійне виробництво здійснювалось на заводі фірми Aichi в Ейтоку, пізніше було розгорнуте також на заводі фірми «Ніппон Хікоку КК» в місті Томіока. На серійних машинах використовувався двигун Mitsubishi Kinsei 54, тому літак отримав назву «E16A1 Модель 12». Незадовго до кінця війни був розроблений варіант літака E16A2 з двигуном Mitsubishi Kinsei 62 потужністю 1560 к.с., але запустити літак в серійне виробництво не встигли. Всього було виготовлено 256 літаків.

## Тактико-технічні характеристики

### Технічні характеристики
- Екіпаж: 2 чоловік
- Довжина: 10,83 м
- Висота: 4,79 м
- Розмах крила: 12,81 м
- Площа крила: 28,00 м²
- Маса пустого: 2 945 кг
- Маса спорядженого: 3 900 кг
- Максимальна злітна маса: 4 553 кг
- Навантаження на крило: 139.3 кг/м²
- Двигун: 1 х Mitsubishi Kinsei 54
- Потужність: 1 300 к. с.
- Питома потужність: 3 кг/к.с.

### Льотні характеристики
- Максимальна швидкість: 439 км/г
- Крейсерська швидкість: 330 км/г
- Практична дальність: 1176 км.
- Масимальна дальність: 2 420 км
- Практична стеля: 10 000 м
- Швидкість підйому: на 3 000 м за 4 хв. 40 с.

### Озброєння
- Гарматне: 2 x 20-мм гармати «Тип 99»
- Кулеметне: 1 × 13 мм кулемет «Тип 2»
- Бомбове навантаження: до 250 кг бомб

## Модифікації
- E16A1 Type 1 — прототип з трьома 7,7-мм кулеметами (3 екз.)
- E16A1 — серійний варіант (252 екз.)
- E16A2 — прототип літака з двигуном Mitsubishi Kinsei 62 потужністю 1560 к.с.

## Історія використання

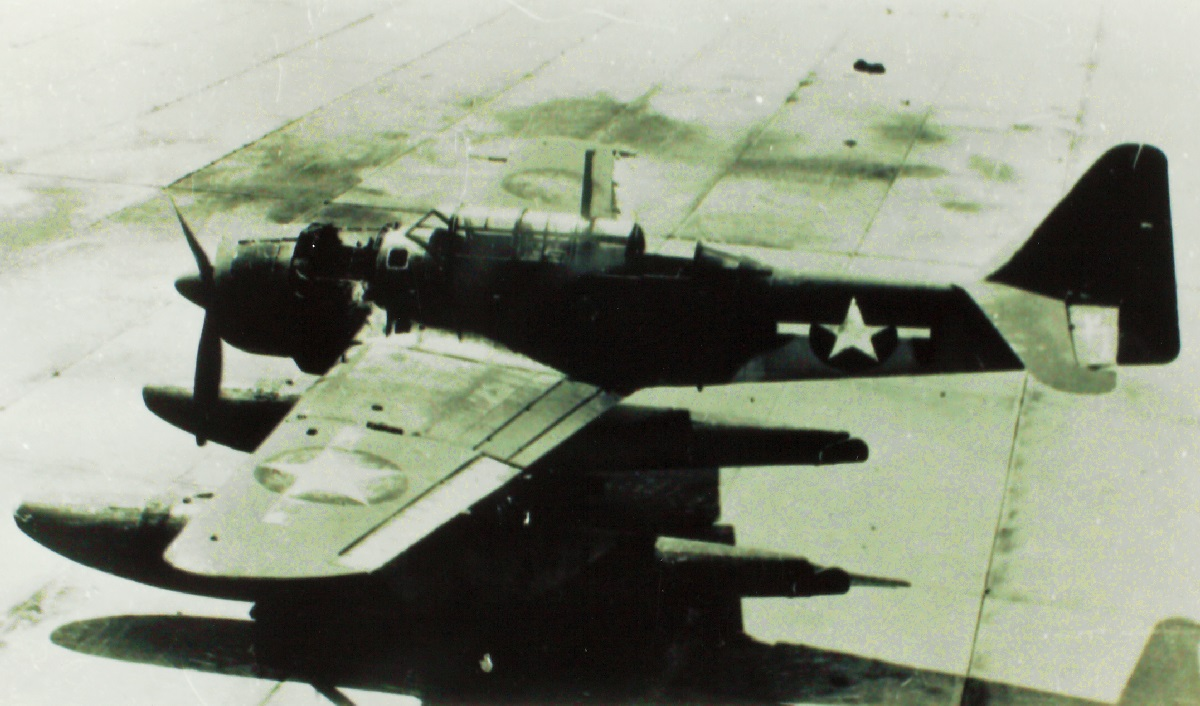
Захоплений США E16A

Літаки E16A планувалось використовувати на переобладнаних лінкорах «Ісе» та «Хюга». Але оскільки підготовка екіпажів не була завершена, а становище Японії погіршувалось, то у 1944 році літаки були задіяні у боях за Філіппіни, де в основному завдавали бомбових ударів по десантах та транспортних кораблях американців. Оскільки в той час авіація союзників мала значну перевагу у повітрі, E16A зазнали значних втрат і надалі брали участь переважно в нічних атаках противника.
Під час битви за Окінаву літаки E16A базувались на Кюсю, звідки завдавали ударів по десантах американців. На завершальному етапі війни частина літаків E16A планувалось використовувати для атак камікадзе, але даних про таке їх використання не збереглось.
Після завершення бойових дій вціліло декілька літаків E16A, один з яких був перевезений у США для випробувань. Але до теперішнього моменту не збереглось жодного екземпляра E16A.

## Оператори
Японська імперія
- Авіація імперського флоту Японії
  - 301-ий авіазагін Йокосука
  - 634-ий авіазагін Йокосука